# Heteroconium
Heteroconium is een geslacht van schimmels uit de familie Antennulariellaceae. De typesoort is Heteroconium citharexyli.

## Soorten
Volgens Index Fungorum telt het geslacht 21 soorten (peildatum september 2023): 
| Soortnaam                      | Auteur(s)                                    | Publicatiejaar |
| ------------------------------ | -------------------------------------------- | -------------- |
| Heteroconium annesleae         | S.C. Ren & X.G. Zhang                        | 2012           |
| Heteroconium arundicum         | Chowdhry                                     | 1981           |
| Heteroconium asiaticum         | R. Chaudhary, C. Gupta & Kamal               | 1991           |
| Heteroconium avilae            | R.F. Castañeda, Iturr., Heredia & Minter     | 2008           |
| Heteroconium bannaense         | J.W. Xia & X.G. Zhang                        | 2013           |
| Heteroconium citharexyli       | Petr.                                        | 1949           |
| Heteroconium decorosum         | R.F. Castañeda, Saikawa & Guarro             | 1999           |
| Heteroconium fici              | L.G. Ma & X.G. Zhang                         | 2012           |
| Heteroconium glutinosum        | (Cooke & Harkn.) S. Hughes & J.L. Crane      | 2006           |
| Heteroconium indicum           | Varghese & V.G. Rao                          | 1980           |
| Heteroconium lignicola         | Panwar & Chouhan                             | 1977           |
| Heteroconium neolitseae        | S.C. Ren & X.G. Zhang                        | 2012           |
| Heteroconium neriifoliae       | Joanne E. Taylor, Crous & M.E. Palm          | 2001           |
| Heteroconium phellodendri      | Jian Ma & X.G. Zhang                         | 2011           |
| Heteroconium ponapense         | Matsush.                                     | 1983           |
| Heteroconium queenslandicum    | Matsush.                                     | 1989           |
| Heteroconium schimae           | Y.D. Zhang & X.G. Zhang                      | 2011           |
| Heteroconium simile            | L. Qiu, Jian Ma, R.F. Castañeda & X.G. Zhang | 2021           |
| Heteroconium triticicola       | Kwaśna & G.L. Bateman                        | 2008           |
| Heteroconium tropicale         | R.F. Castañeda & W.B. Kendr.                 | 1990           |
| Heteroconium tsoongiodendronis | L.G. Ma & X.G. Zhang                         | 2012           |